# Vela Luka
Vela Luka (olaszul: Vallegrande) község Horvátországban, Dubrovnik-Neretva megyében.

## Fekvése
Makarskától légvonalban 44 km-re délnyugatra, Korčula városától légvonalban 34, közúton 41 km-re nyugatra, Korčula szigetének nyugati végén, a 9,2 km hosszúságú Vela Lukai-öbölben fekszik. Kikötője az egyik legjobb a Kelet-Adria térségében. Kompjáratok kötik össze Splittel, Lastovóval és Hvarral. Közvetlen környéke szelíd, dombos táj, melynek legmagasabb pontja a 376 méter magas Hum. Tágabb környéke festői szigetecskékből, mély öblökből, meredek falú sziklazátonyokból és termékeny, szelíd fennsíkokból áll.

## Története
Az itteni emberi élet legősibb nyomai a település közelében levő Vela Spila-barlangban találhatók. Ezen a jelentős régészeti lelőhelyen, amely a Kale-öböl feletti emelkedő Pinski rat-hegyen fekszik már a kőkorszakban, az i. e. 20000 körüli időben is éltek emberek. A barlang feltárása során kőkorszaki rétegekből kőből készített vágóeszközök, kaparók, kések és más, a vadászó ember által használt kőeszközök kerültek elő. Az állati maradványok alapján megállapítható, hogy az akkori ember főként szarvasra, vadon élő marhára, bölényre vadászott. A kőkorszak középső időszakából előkerültek csigaházak, kőedények, madárcsontok, szarvas, róka és más állatok maradványai is. A késői kőkorszak (újkőkor) i. e. 6200 körül kezdődött ebben a térségben. Ebből az időszakból már kagylómintás cserépedények és a mezőgazdaság kezdeteire utaló tárgyak is találhatók. I. e. 5500 körül jelenik meg a barlangban a velolučkai kultúra, mely a településről kapta a nevét. A kultúrát mintegy kétszázötvenezer polírozott és díszített kerámiatöredék mellett számos kő és csontszerszám képviseli. A hozzá hasonló színes díszítések ugyanebből a korból csak Apuliából kerültek elő. Az i. e. 3000 körüli időben nagy népmozgás és népességcsere ment végbe a szigeten. Ez némely használati tárgyban, hornyolt kerámiában mutatkozik meg, melyek a ljubljanai és cetinai kultúrához tartoznak és a bronzkor közepéig találhatók meg a barlangban.
A szigeten élő első ismert nép az illírek voltak, akik az i. e. 2. évezredben jelennek meg. A magaslatokon épített erődített településeken éltek, melyek nyomai Korčula szigetének mintegy harminc pontján, többek között a Gradina sv. Ivana, Grebena, Maslinovik és Kopila nevű helyeken találhatók meg. Halottaikat kőből rakott halomsírokba temették, melyek általában szintén magaslatokon épültek. Az illírek i. e. 30-ig uralták a szigetet, amikor Octavianus hadai végső győzelmet arattak felettük. A római légionáriusok a mai Vela Luka környékén is letelepedtek magukkal hozva kultúrájukat, életmódjukat, szokásaikat. A római villagazdaságokban nagy mennyiségű gabonát, olívaolajat, bort, sózott halat és más élelmiszert állítottak elő, melyekkel élénk kereskedelmet folytattak. Ezek a tágas, kényelmesen berendezett épületek központi fűtéssel, díszes mozaikpadlóval, luxustárgyakkal rendelkeztek. Az itteni fényűző életről árulkodnak a díszesen faragott sírkövek is. Ilyen villagazdaságok álltak valamikor a Poplat, Potirna, Gudulija, Rododma, Zablaće, Bradat nevű helyeken, valamint a kis Gubeš-szigeten. A római civilizáció a 3. századtól indult hanyatlásnak, a kereskedelem megszűnt, a villagazdaságok elpusztultak, vagy kisebb településközpontokká alakultak. Ez a kereszténység elterjedésének időszaka, amikor több kisebb templom épült a szigeten. Ilyenek voltak a Gradina-félszigeten fekvő Glavicán és valószínűleg Guduliján is.
A kora középkor idejéből nem maradt fenn sem épületmaradvány sem írásos feljegyzés. Mégis tudható, hogy a 8. században neretvánok telepedtek itt le, akik hajóikkal évszázadokig uralták az Adria térségét adózásra kényszerítve a gazdag Velencei Köztársaságot is. Kevés adatot találunk az 1214-ben kelt Korčulai statutumban és néhány középkori oklevélben is. Az első udvarházat 1490-ben építette itt az Ismaelli család. Több információval rendelkezünk a 16. század végétől, amikor a török veszély csökkenésével kezdett visszatérni az élet ebbe a tengerparti térségbe. Ekkor épültek néhány gazdagabb család (Ismaeli, Gabrijellis, Nikoničić - Kanavelić és Kolović – Šantić) megerősített udvarházai, kastélyai. Az első házat blatoi halászok építették itt a 17. században. A település fejlődése a 18. század végén indult el, amikor megélénkült a kereskedelem és a közlekedés. Ennek eredményeként új lakosság települt a Velolučka-öböl környékére a korábban épített kastélyok és a Szent Vince templom köré. Ezután a település gyorsan fejlődött. 1819-ben a szomszédos Blato lakóiak ellenkezése ellenére Vela Luka önálló káplánt kapott. 1828-ban már 109 család élt itt és elkezdődött a harc az új plébániatemplom felépítéséért és az anyaközségtől, Blatotól való függetlenedésért. Ez a harc 1848-ra sikeresen zárult, mert felépült a Szent József plébániatemplom, majd 1849-ben Vela Luka hivatalosan is önálló plébánia lett. 1857-ben megkezdte működését a népiskola, 1885-ben megnyílt a posta, 1892-ben gőzmalom kezdte meg működését, 1898-ban pedig felépült a halkonzerv üzem. 1898-ban megalakult az önálló Vela Luka község. A községnek 1857-ben 1218, 1910-ben 4334 lakosa volt. 1918-ban az új szerb-horvát-szlovén állam, majd később Jugoszlávia része lett. A második világháború idején a Független Horvát Állam része volt. A háború után a szocialista Jugoszlávia része lett. A községnek 2011-ben 4137 lakosa volt, akik főként a mezőgazdaságból és a turizmusból éltek.

## Népesség
| Lakosság változása | Lakosság változása | Lakosság változása | Lakosság változása | Lakosság változása | Lakosság változása | Lakosság változása | Lakosság változása | Lakosság változása | Lakosság változása | Lakosság változása | Lakosság változása | Lakosság változása | Lakosság változása | Lakosság változása | Lakosság változása |
| ------------------ | ------------------ | ------------------ | ------------------ | ------------------ | ------------------ | ------------------ | ------------------ | ------------------ | ------------------ | ------------------ | ------------------ | ------------------ | ------------------ | ------------------ | ------------------ |
| 1857               | 1869               | 1880               | 1890               | 1900               | 1910               | 1921               | 1931               | 1948               | 1953               | 1961               | 1971               | 1981               | 1991               | 2001               | 2011               |
| 1.218              | 0                  | 1.940              | 2.632              | 3.563              | 4.334              | 5.026              | 4.038              | 4.091              | 4.310              | 4.297              | 4.193              | 4.398              | 4.464              | 4.380              | 4.137              |

(1869-ben lakosságát Blato községhez számították.)

## Nevezetességei
- Szent József tiszteletére szentelt plébániatemploma[7] 1846 és 1848 között épült, felszentelése 1898-ban történt. Harangtornyát 1871-ben építették. A templomot építésének 150. évfordulójára 1998-ban teljesen felújították.
- A gradinai Keresztelő Szent János kápolna[8] eredetileg remetelaknak épült a 9-10. században. Írásos dokumentum 1415-ben említi először.
- A Ferreri Szent Vince kápolna 1589-ben épült az Ismaelli család birtokán.[9]
- A Gyógyító Boldogasszony kápolnát 1886-ban építették.
- A Szent Rókus kápolna 1849-ben épült, 1940-ben lebontották és újat építettek helyette.
- A kalai Szeplőtelen fogantatás kápolna 1885-ben épült, 1959-ben megújították.
- A zlo puntai Szent Miklós kápolnát 1951-ben építették.
- Az Irgalmas Szűzanya kápolnát 1903-ban építette a Franulović-Repak család.
- A poplati Kármelhegyi boldogasszony kápolnát 1888-ban építette a Petković-Kovač család.
- A knežinski lazi Lourdes-i barlang 1909-ben épült.
- A poljei Szent József kápolnát 1998-ban építették.
- A lozići Szent Vencel kápolna.
- A Triporte-öbölben található Szent Péter-templom a 17. század végén épült.[10]
- A Vela Spila-barlang kőkorszaki régészeti lelőhely a Pinski rat-hegy déli lejtőin, a Kala-öböl felett található.
- A Hum nevű magaslaton kilátó és egy elhagyott katonai erőd található.[11]
- Gubeš szigete a Vela Luka-öböl nyugati részén, a Gradina-öbölben található. A sziget legmagasabb pontján egy ősi villa rustica maradványai találhatók, szabályos kövekből épített falmaradványokkal, padlómozaikokkal, padlófűtéssel, sírokkal és számos egyéb lelettel, amelyek alapján építése a 2. századra tehető. A sziget kis területe miatt az épületegyüttes valószínűleg kizárólag lakóépület jellegű volt, de a Gradina-öböl védelmének is fontos része volt, amely megerősítette a kikötő és a horgonyzóhely fennmaradását az ókori időszakban.[12]
- Az „Ančinovo” nevű lelőhelyen egy 15 méteres átmérőjű, kőből rakott halom található, melynek korát az i. e. 3. és az i. e. 1. évezred közé helyezik.[13]
- A „Maslinovik” nevű lelőhelyen csaknem egy hektáros területen őskori erődített település maradványa található. A lelőhelyet falmaradványok határolják, amelyek leginkább a délkeleti, a keleti és az északi szakaszon figyelhető meg. A falak északi és nyugati szakaszait később, valószínűleg a 19. század végén vagy a 20. század elején, részben szárazon rakott kőkerítéssé építették át. Itt található az őskori kerámiák legnagyobb koncentrációja. Délnyugatra és délre az őskori falak maradványai csak helyenként láthatók, vagy teljesen eltűntek.[14]
- A Vela Lukától keletre, a Blato-mező északi oldalán fekvő Mala Rasohatica nevű helyen, öt kőhalomból álló tumulus csoport található. Átmérőjük 11–18 m, magasságuk pedig 0,5–2 m között van. Egyes halmok az újkori beavatkozásokkal, azaz a terep egyengetésével megsérültek. Az útszéli halom tetején egy kőkereszt található, melynek talapzatába az 1705-ös évszám van bevésve. A keresztet Bajčev križnek vagy Križ na gomilamának nevezik. Nagy szimbolikus jelentősége van, mert ez a blatoi és lukai bűnbánó körmenetek találkozási helye.[15]
- Két őskori kőhalom található a Blato-mező nyugati részén a „Zablaće” nevű helyen is. A halmokat a bronzkori és kora vaskori népesség sírépítési szokásainak tárgyi bizonyítékainak tekintik Korčula szigetének nyugati részén.[16]
- A 12. századi romanika helyi példája a Szent Kozma és Damján-templom. Egyhajós, téglalap alaprajzú épület, négyszögletes apszissal, a nyugati homlokzat felett épített harangdúccal. Külső falait sekély, hosszúkás falfülkék tagolják. Gótikus boltozatán az eredeti falfestés nyomai láthatók. A szerény méretű, de annál  értékesebb épület az évszázadok során jelentős beavatkozásokon ment keresztül.[17]
- Az általános iskola kétemeletes épülete a Vrnik-szigetről származó finoman megmunkált kőből épült. Az épület szabályos téglalap alaprajzú. Az épület főhomlokzatát középen háromszögű oromzatban végződő sekély rizalitok tagolják. A főhomlokzat teljes hosszában vízszintesen két kőpárkány található. Tetőzete négyosztatú sátortető, amelynek francia típusú cserepeit a tivatiai (montenegrói) Račica gyárban gyártották 1911-ben.[18]

## Gazdaság
Azt a tényt, hogy a horvát szigetek egyik legfejlettebb települése Vela Luka annak köszönheti, hogy lakossága hosszú ideig foglalkozott hajóépítéssel, tengerészettel, halászattal és mezőgazdasággal. A településen ma is folyik hajóépítés a "Greben" hajóépítő műhelyben. Kisebb és nagyobb műanyagból készült hajókat, valamint vitorlásokat és tűzálló mentőcsónakokat építenek. A helyi lakosság másik megélhetési forrása a mezőgazdaság, különösen a szőlő- és bortermelés, valamint az olíva termesztés és feldolgozás. A helyi gazdaság harmadik, egyre jelentősebb alappillére a turizmus. A vendégeket több, jól felszerelt szálloda (Adria, Korkyra, Posejdon, Dalmacija) várja. A Mindel kemping 5 km-re van a településtől. Mellettük számos magánszállás, panzió, étterem és kisvendéglő is található Vela Lukán.

## Oktatás
A legrégibb dokumentumok egy itteni iskola megnyitásáról 1850-ből származnak egy községi képviselő jelentéséből, mely végül 1857-ben nyílt meg. A tágas Velalučki-öböl középső részén 1911 óta áll az iskola kétemeletes impozáns neoklasszicista épülete. Az épület gondosan megmunkált négyszögletes fehér vrniki kövekből épült. Az épület homlokzatán rendhagyó módon óra, legfelül pedig kis harangtorony látható, melynek harangját 2007-ben újították fel. Az építési munkák 1909-ben kezdődtek I. Margitić kerületi mérnök tervei szerint, a munkákat számos segítséggel Marin Fabris építési vállalkozó végezte. Az épület homlokzatán két feliratos kőtábla található. Az egyik Tomislav király ezer évvel korábbi megkoronázására emlékeztet, a másik 1957-ben készült tábla az első iskola megnyitásának évfordulójára emlékeztet.
A középiskola 1952-ben kezdte meg működését. Az iskolában a következő szakmában képeztek szakembereket: asztalos, hajóépítő, pék, műszerész, kovács, szakács, szabó, fodrász, kőműves, cipész, kádár és szobafestő. 1970-ben az iskola nevét Hajóépítő iskolára változtatták. 1977-ben az iskolát a korábbi Korčula község oktatási központjához csatolták és 1992-ig annak részét képezte. 1992. május 21-én megalapították az önálló Vela Luka középiskolát és attól kezdve önálló iskolaként működik.

## Kultúra
Vela Luka több kiemelkedő művész és zenész otthona. A központban, a Szent József templom mellett álló kulturális központban múzeum, galéria és könyvtár is működik. A múzeum értékes régészeti, képzőművészeti gyűjteményei megfelelően mutatják be a település gazdag történelmi, kulturális és művészeti örökségét, hagyományait. Az 1978-as szökőárat követően hazai és külföldi művészek számos alkotást adományoztak a kulturális központnak. Ebből állt össze az a nemzetközi gyűjtemény, melynek kiemelkedő darabja a világhírű angol szobrászművész Henry Moore két szobra is. A múzeum egyik ékessége a vela lukai amatőr művész Nedjeljko Gugić Kotarc negyvenegy hajómakettből álló gyűjteménye is, melyet több évtizedes munkával olajfából faragott ki és hagyott a település jövőbeli generációira. A kulturális központ átriumában és a település több pontján is láthatók absztrakt és figurális mozaik kompozíciókat, melyek 1968-ban készültek egy nemzetközi művésztalálkozó alkalmával. Vela Lukán mintegy harminc amatőr képzőművész él, akik mind a világ legszebb helyének tartják.
Az ünnepelt művészek közül itt született a neves szobrász, festő és költő Izvor Oreb, Danijel Dragojević költő, Šime Vučetić akadémikus, Ante Marinović szobrász, valamint a híres énekesek Oliver Dragojević és Jasna Zlokić. A helyi hagyományok és kultúra legfőbb ápolói a népi együttesek. A Vela Luka, az Ošjak és a Leut énekkarok, valamint a Kumpanija folklór együttes. A kumpanija egyúttal egy régi vitézi játék is, mely az évszázadok során alakult ki a szigetet védő katonák körében és minden év március 19-én, a település védőszentjének, Szent Józsefnek a napján rendezik meg.

## Sport
- NK Hajduk Vela Luka labdarúgóklub
- "ŽRK Vela Luka" női kézilabdaklub
- "Lučica" asztaliteniszklub
- "Val" iskolai sportklub
- "Vela Luka" vízilabdaklub
- "Ošjak" evezősklub
- "Pucal" kosárlabdaklub

## Híres emberek
- Oliver Dragojević horvát énekes
- Jasna Zlokić horvát énekesnő
- Rok Petrović horvát származású szlovén síversenyző
- Izvor Oreb horvát szobrász- és festőművész, költő
- Ante Marinović szobrászművész

## Galéria
- Vela Luka és környéke a levegőből
- A plébániatemplom homlokzata
- A plébániatemplom homlokzata harangtornya
- A Szent Miklós templom
- A Vela Spila-barlang
- Utcarészlet a központból
- Kikötői részlet
- A Velalučki-öböl látképe
- Utcarészlet pálmafával és a harangtoronnyal